# Bahnhof Kubas
Der Bahnhof Kubas ist ein ehemaliger Bahnhof an der Bahnstrecke Swakopmund–Windhoek südlich von Usakos in Namibia. 
Das Bahnhofsgebäude entstand 1900 und wurde am 15. Juni 1983 zum Nationalen Denkmal (Baudenkmal) erklärt. Es wurde aus Marmor aus den nahegelegenen Marmorwerken Karibib errichtet. Die Decken und Böden sind hingegen aus Holz.